# Lars Mallmin
Lars Petter Mallmin (i riksdagen kallad Mallmin i Gran och Mallmin i Krägga), född 10 november 1843 i Frösthult, Västmanlands län, död 8 april 1912 i Stockholm, var en svensk lantbrukare och riksdagspolitiker.
Lars Mallmin var son till rusthållaren och riksdagsmannen i bondeståndet, Erik Mallmin. Även hans bror Johan Mallmin var riksdagsman. Han var gift tre gånger.
Mallmin var lantbrukare på egendomen Gran i Uppsala län. Han var även politiker och ledamot i riksdagens andra kammare 1885—1911, Uppsala läns södra domsagas valkrets samt ordförande i Sveriges agrarförbund 1911–1912.